# Akletos
Akletos – rodzaj ptaków z rodziny chronkowatych (Thamnophilidae).

## Występowanie
Rodzaj obejmuje gatunki występujące w Ameryce Południowej.

## Morfologia
Długość ciała 17 cm, masa ciała 36–42 g.

## Systematyka

### Nazewnictwo
Nazwa rodzajowa pochodzi od greckiego słowa ακλητος aklētos „niewzywany, niewołany, nieproszony”.

### Podział systematyczny
Taksony wyodrębnione z rodzaju Myrmeciza. Gatunkiem typowym jest Thamnophilus melanoceps. Do rodzaju należą następujące gatunki:
- Akletos melanoceps (von Spix, 1825) – czarnomrowik epoletowy
- Akletos goeldii (E. Snethlage, 1908) – czarnomrowik czerwonooki